# Domingo Hergueta y Martín
Domingo José de Hergueta y Martín (Aguilar de Codés, Navarra, 16 de diciembre de 1856-Burgos 5 de junio de 1940) fue un historiador español, que estudió la Rioja Alta y Burgos. Apodado Rosafín, era descendiente de la Casa de Elgueta, quienes fueron Parientes Mayores en Guipúzcoa.

## Biografía
Nació en la localidad navarra de Aguilar de Codés el 16 de diciembre de 1856. Licenciado en Derecho, trabajó como inspector del timbre en Burgos. Fue miembro de la Real Academia de la Historia desde el 28 de noviembre de 1919.
De muy niño llegó a vivir a Burgos, donde estudió bachillerato. Cursó estudios de abogacía en la Universidad Central de Madrid. Fue nombrado funcionario de Hacienda y, al casarse, trasladó su residencia a Haro, en La Rioja, donde la familia de su esposa poseía fincas de viñedos. Allí escribió su principal obra, las Noticias Históricas de la Muy Noble y Muy Leal ciudad de Haro, lo que le valió el título de cronista oficial de la ciudad, otorgado por el Ayuntamiento, y académico correspondiente de la Real Academia de la Historia. Se trata de una investigación histórica que arranca desde la Antigüedad; escribió tres tomos de los que solo fue publicado el primero. La obra fue presentada por su autor al Premio del Talento de la Real Academia de la Historia, motivo por el que los manuscritos llevan el sello de la Academia en la página frontal; aunque la obra no fue premiada, ha sido muy referenciada por otros autores.
Ante los estragos que causó la plaga de la filoxera en los viñedos riojanos, el matrimonio decidió trasladarse a Burgos donde fue nombrado inspector técnico del Timbre (Hacienda). Esta profesión no le impediría seguir con sus investigaciones y estudios históricos y etnográficos. Su obra más importante es Folklore Burgalés que reúne en once capítulos cantos y romances populares, notas sobre escritores burgaleses, así como otras obras menores sobre temas históricos locales, incluidas investigaciones arqueológicas sobre vías romanas, la biografía del doctor Zumel, notas sobre diversos monumentos históricos, o la recuperación de los estatutos de la Hermandad de Caballeros Hijosdalgos de Santa María de Montes Claros de la Junta de Río Ubierna y de la Merindad y Jurisdicción del Río Ubierna, lo que ha permitido años después la reedición de esta orden de caballeros, que continúa en activo y rinde honores a Domingo Hergueta.
En 1921, en coincidencia con el 700º aniversario de la Catedral de Burgos, dos de sus monografías abordaron temas monumentales de la ciudad, siendo reconocidas y entregado el premio por el rey Alfonso XIII. Ejercía también de vocal de la Comisión Provincial de Monumentos, y publicaba con frecuencia en el Boletín de la Provincia, siendo su último artículo el referido al "Poema del Mío Cid", en el que rebatía la opinión de Menéndez Pidal sobre la autoría del célebre poema.
Entre los trabajos que quedaron inconclusos a su muerte, acaecida a la edad de ochenta y cuatro años en la ciudad de Burgos, se cuenta la Historia de la Imprenta en Burgos, texto de referencia por su exhaustividad cuyos documentos habían quedado depositados en la Biblioteca de la Diputación Provincial de Burgos tras haber sido presentado a un concurso de la Biblioteca Nacional. Solo en 1997 fue finalmente editado este trabajo, respetando el estado de la documentación, por obra de su nieto, también funcionario de Hacienda (inspector del Timbre) José Antonio Hergueta García, en Málaga.

## Familia
Hijo de Víctor de Hergueta y de Pedro, y de Margarita Martín de Pedro, era descendiente de la Casa de Elgueta, quienes fueron Parientes Mayores en Guipúzcoa.
Sus padres eran primos hermanos, él médico y ella hija de médico, descendiente directa de Juan Martín Díez "El Empecinado".
De sus once hermanos, fue célebre el mayor, Simón Hergueta y Martín, ilustre médico de la Casa Real española. Estuvo a punto de ser reconocido con un título nobiliario por el rey Alfonso XIII, cuando se proclamó la II República Española.
Casado con Dolores Lerín Miñón, hija de Simón Santos Lerín Lumbreras y de Eustaquia Miñón Rodríguez, tuvo cuatro hijos, dos de ellos ejercieron la medicina: Antonio de Hergueta Lerín y José de Hergueta y Lerín.
Es bisabuelo de José Antonio Hergueta, director y productor de cine.

## Libros
- Noticias Históricas de la muy noble y muy leal ciudad de Haro (1906). ISBN 84-735-9062-7. Editado originalmente por la imprenta Sáenz López de Haro y reeditado en 1979 por la Unidad de cultura de la Excma. Diputación de Logroño e impreso en talleres gráficos de editorial Ochoa.
- Leyenda Histórica de Los siete infantes de Lara (1922)
- La imprenta en Burgos y su provincia (1928) Sin publicar, notas depositadas en la biblioteca de la Diputación Provincial de Burgos. Edición privada (Málaga, 1997, a cargo de José Gil Marín) de José Antonio Hergueta García, su nieto, Caballero Hijosdalgo de la Hermandad del Río de Ubierna e Infanzón del Vivar del Cid.
- "Don Preciso (su vida y obras)" (1930) Burgos
- Folklore burgalés (1934) ISBN 84-86841-12-7. Editado originalmente por la Excma Diputación Provincial de Burgos y reeditado en 1989 (2ª edición), impreso en talleres gráficos de Diario de Burgos.

## Artículos y otras publicaciones
- Cervantes devoto de la Virgen (1905). Burgos.
- Cantos y poesías populares de la Guerra de la Independencia (1908). Burgos.
- Rememberanzas de la batalla de las Navas de Tolosa (1912). Burgos
- Monografía sobre la imagen y templo de Nuestra Señora la Blanca de la ciudad de Burgos (1922). Lérida.
- Santa María la Mayor de la Catedral de Burgos y su culto (1922). Lérida.
- Noticias históricas del Doctor Zumel (1925). Burgos.
- El Sacristán de Viejarrúa (1925). Burgos.
- El famoso soneto a Cristo Crucificado llamado también Acto de Contricción y Jaculatoria (1927) Madrid.
- El célebre pintor Fr. Diego de Leiva (1929) Burgos.
- Noticias históricas de Ubierna (1937) Burgos.
- Canciones a la Santísima Virgen María, recogidas en la provincia de Burgos.
- El Marro. Novísimo tratado del juego de las Damas.
- Consideraciones acerca del sentido y de la naturaleza de Colón (folletón de El Castellano).